# Pîrjolteni
Pîrjolteni è un comune della Moldavia situato nel distretto di Călărași di 1.786 abitanti al censimento del 2004